# Nazionale maschile di rugby a 15 dell'Uganda
La nazionale ugandese di rugby a 15 è la selezione maschile di rugby a 15 (o Rugby union) che rappresenta l'Uganda in ambito internazionale.
Fondata nel 1958, opera sotto la giurisdizione dell'Uganda Rugby Union ed è inquadrata nelle nazionali in via di sviluppo (Developmental) dall'organismo internazionale World Rugby.
Essa non ha mai preso parte ad alcuna edizione della Coppa del Mondo di rugby, ma partecipa regolarmente alla Rugby Africa Cup, il campionato continentale, della quale si è aggiudicata il titolo nel 2007.
Altre competizioni minori che disputa con regolarità sono l'Elgon Cup, contesa annualmente col Kenya, e, più recentemente, la Victoria Cup.
I giocatori che compongono la squadra nazionale sono comunemente noti col soprannome di The Rugby Cranes, in italiano: "le gru del rugby".

## Palmarès
- Africa Cup: 1
2007